# 汽車旅12カ月
『汽車旅12カ月』（きしゃたびじゅうにかげつ）は、紀行作家宮脇俊三の著した鉄道紀行文である。1979年潮出版社より単行本刊行。

## 作品概要
チェコの作家カレル・チャペックの1929年の著書『園芸家12カ月』に倣って、宮脇が1年12ヶ月それぞれの月の鉄道旅について綴っている汽車の旅歳時記である。各月の鉄道旅や旅行の楽しみ方などが描かれている。
『時刻表2万キロ』、『最長片道切符の旅』に次ぎ三番目に出版された。宮脇の初期の傑作である。
本作に収録された13篇のうち、“9月”、“11月”、“12月”の3篇は本作のために書き下ろされたが、それ以外の10篇は雑誌『潮』の1977年10月号から1978年11月号まで連載されたものである。

## 構成
- 序章 遊びとしての汽車旅
- 1月 汽車旅出初式
- 2月 特急「出雲」と松葉ガニ
- 3月 新幹線16号車16B席と祖谷渓
- 4月 寝台電車と高千穂橋梁
- 5月 食堂車の怪と無人終着駅
- 6月 水蒸気と陸中鵜ノ巣断崖
- 7月 みどりの窓口とサロベツ原野
- 8月 循環急行と只見線全通の日
- 9月 夏の終わりとSL列車「やまぐち」号
- 10月 紅葉団体列車と石北トンネル
- 11月 上越線と陰陽の境
- 12月 京都の漬物と九州の老人列車

## 書誌情報
- 潮出版社 1979年12月　ISBN 9784267005121
- 新潮文庫 1982年4月　ISBN 9784101268019
- 河出文庫 2010年1月[2] ISBN 9784309409993
- 新潮オンデマンドブックス 2001年12月 ISBN 978-4-10-865151-7[1]